# UNOMIL
La Missione degli osservatori delle Nazioni Unite in Liberia (abbr. UNOMIL dall'inglese United Nations Observer Mission in Liberia) fu una missione di peacekeeping, stabilita dal Consiglio di sicurezza nel 1993 con la risoluzione 866, con l'obbiettivo di supportare la Comunità economica degli Stati dell'Africa occidentale e il governo di transizione nazionale liberiano dopo la guerra civile nel paese.
Il mandato della missione prevedeva:
- monitorare il rispetto del cessate il fuoco deciso tra le fazioni e segnalarne ogni violazione;
- controllare i confini liberiani, in special modo quello con la Sierra Leone, per evitare il traffico d'armi in Liberia;
- verificare il disarmo e la smobilitazione delle truppe irregolari ed aiutare economicamente i soldati rimasti senza lavoro;
- garantire il processo democratico nel paese e l'istituzione di libere elezioni legislative e parlamentari;
- coordinare gli aiuti umanitari nel paese per garantirne un'efficace diffusione;
- iniziare lo sminamento del paese.

Il 10 dicembre 1995 il Consiglio di sicurezza rafforzò, con la risoluzione 1020, il mandato della missione includendo tra i compiti anche quello di indagare sulla violazione dei diritti umani durante la guerra civile e di arrestare i responsabili.
Il contingente fu composto all'incirca da 300 militari provenienti da: Austria, Bangladesh, Belgio, Brasile, Cina, Congo, Repubblica Ceca, Egitto, Guinea-Bissau, India, Giordania, Kenya, Malesia, Nepal, Pakistan, Paesi Bassi, Polonia, Russia, Slovacchia, Svezia, Ungheria ed Uruguay.
La missione si concluse nel 1997 avendo raggiunto gli obiettivi prefissi; nel 1999 scoppiò nel paese la seconda guerra civile liberiana.
Il quartier generale fu posto nella capitale liberiana, Monrovia; la missione fu guidata dal generale  Daniel Ishmael Opande (Kenya) dall'ottobre 1993 al maggio 1995, dal generale Mahmoud Talha (Egitto) dal dicembre 1995 al giugno 1996, dal colonnello David Magomere (Kenya), dal giugno 1996 al dicembre 1996 e dal generale Sikander Shami (Pakistan) dal dicembre 1996 al settembre 1997.
Il costo totale della missione fu di 103 milioni di dollari; non ci furono morti tra il personale della missione.